# Marktwert des Eigenkapitals
Der Marktwert des Eigenkapitals, Wert des Eigenkapitals, Eigenkapitalwert, Marktpreis des Eigenkapitals (englisch Equity Value) eines Unternehmens ist der Wert des Eigenkapitals, ausgedrückt als ein Marktwert (das heißt unabhängig von dessen Buchwert). Der Equity Value ist somit der Teil des Unternehmenswerts (engl. Enterprise Value), der den Aktionären beziehungsweise Anteilseignern zusteht.
Bei börsennotierten Unternehmen kann der Equity Value anhand der Marktkapitalisierung berechnet werden. Abweichungen können sich ergeben, wenn das Unternehmen zusätzlich zu Aktien andere Eigenkapitalinstrumente oder -rechte ausgegeben hat.